# A 077 - Sfida ai killers
A 077 - Sfida ai killers è un film del 1966 diretto da Antonio Margheriti, accreditato col suo consueto pseudonimo di Anthony Dawson.

## Trama
Tre scienziati stanno per fare una scoperta che porterebbe alla inutilità del petrolio come fonte energetica. Due del gruppo però vengono uccisi e il terzo scienziato, Coleman, si salva grazie all'intervento degli agenti della CIA, che lo tengono sotto controllo.
Coleman viene sostituito dall'agente 077 Bob Fleming, il quale si reca a Casablanca per scoprire il mistero della morte dei due scienziati. Bob convince anche Sheena, la sua sospettosa consorte, ad andare con lui per fornirgli una copertura migliore. Sheena però tradisce l'agente cercando di ucciderlo per un proficuo compenso promessole da Sturgeon.
Bob viene misteriosamente aiutato da Velka nel salvare Coleman. Morta Sheena, il caso viene archiviato e l'agente 077 può concedersi una vacanza con Velka.